# Armor & Argoat
 (août 2013).
Si vous disposez d'ouvrages ou d'articles de référence ou si vous connaissez des sites web de qualité traitant du thème abordé ici, merci de compléter l'article en donnant les références utiles à sa vérifiabilité et en les liant à la section « Notes et références ».

Armor & Argoat est un tableau du peintre Jean Bouchaud (1891-1977), essentiellement connu pour ses peintures orientalistes et africanistes. Cette œuvre allégorique fut souvent reprise dans la presse des années 1930. Tout d'abord intitulée Armor & Argoat, puis La Bretagne, elle existe en plusieurs versions.

## La genèse
L’origine de cette monumentale composition, dont on connaît plusieurs versions et noms, date de 1934, année où René-Yves Creston (originaire de Saint-Nazaire) fait part au Nantais Jean Bouchaud du projet d’organisation d’une Exposition Internationale des Arts et des Techniques à Paris en 1937, avec une participation des régions de France.
En 1936 en effet, l’artiste est contacté par le Président du Comité breton à Paris, Octave-Louis Aubert (par ailleurs directeur de la revue mensuelle « Bretagne » et président de la Chambre de commerce des Côtes-du-Nord) ainsi que par M. Joseph-Stany Gauthier (Conservateur du musée des beaux-arts de Nantes).
Ils lui confirment l’information du responsable du mouvement des Seiz Breur (les « Sept frères » en breton, un mouvement d'artistes bretons) et le sollicitent pour réaliser une œuvre de dimension au sein du Pavillon breton. L’expérience et la notoriété acquises par le peintre lors de l’exposition coloniale de 1931 à Vincennes (réalisation d'une peinture murale de 1 300 mètres carrés) expliquent pour partie cette proposition. Jean Bouchaud quant à lui participa un temps à ce courant artistique durant l’exposition « L’étincelle des Seiz breur » en octobre 1917 à Pontivy où il rencontra Jeanne Malivel puis lors du salon « Les peintres d’ Armor - Bretagne et Irlande » en 1918.
Un courrier du rennais Charles Couasnon, architecte en chef du pavillon breton, en date du 16 septembre 1936 fixe ainsi les missions de l’artiste : « (chargé de) la maquette d’ensemble fixant la gamme de couleur, l’échelle, la coordination et la discipline de onze artistes » sélectionnés par les soins du Comité breton. Les architectes prévoient d’achever la construction en avril 1937, l’inauguration devant avoir lieu en juillet de la même année. La commande sera payée 15 000 francs ; finalement, seuls 12 000 francs lui furent alloués en deux fois (10 000 en 1936 et 2 000 en juillet 1937) par manque de crédit .

## L'exposition
Maître d’œuvre de la salle des activités bretonnes pour peindre les panneaux latéraux du pavillon ainsi que la voûte centrale, Jean Bouchaud réunit les onze artistes pour définir l’esprit dans lequel les œuvres s'intégreront et s'accorder sur un thème spécifique commun afin d’assurer un traitement harmonieux à ce travail d’envergure. Quant à lui, il se charge d’effectuer une synthèse allégorique de la Bretagne, intitulée « la Terre et la Mer » (traduction du breton « Argoat – Armor », littéralement : le bocage et le littoral).
À Michel Bouchaud, son frère cadet, incombe la réalisation d'une gigantesque carte de la Bretagne, illustrée de vignettes évoquant les principales curiosités monumentales et économiques des cinq départements qui la constituent.
Xavier de Langlais, de l’Atelier Breton d’Art Chrétien, écrit directement à l'artiste le 13 novembre 1936 pour faire partie de l’équipe ; cette requête visiblement demeura sans suite.
Jean Bouchaud effectue fin 1936 une maquette (100 × 95 cm) très aboutie dans son atelier (rue de Clichy, à Paris) avant de commencer l’huile sur toile.
De dimension gigantesque (5,65 × 4,88 m), « La Bretagne » est peinte dans l’atelier de la Société Defoly & Legendre à Saint-Ouen puis transportée par les soins de l’artiste : la toile est marouflée sur le panneau central de la salle d’activité technique et économique. La représentation de scènes évoquant les métiers de la pêche et de l’agriculture est du plus bel équilibre. Cette représentation des années 1930 est dépourvue d’éléments architecturaux, qu’ils soient urbains ou industriels tout comme de référence folklorique mais le semis d’hermines ainsi que l’usage de la langue bretonne sont sans équivoque.
Quelques critiques voient en cette femme au masque impavide et au teint diaphane une déesse celtique ; le modèle est en réalité une paysanne de Saint-Nicolas-du-Pélem(Bernadette Perenner, née en 1912 à Canihuel). L’allégorie de la Bretagne qui tient délicatement en ses mains une serpe (druidique) ainsi qu’un navire de commerce (Cf. les chantiers de Saint-Nazaire-Penhoët) est une référence peu utilisée à cette époque : Jean Bouchaud accentua son caractère d’exception en lui donnant une stature exagérée parmi des personnages réels. Eugène Delacroix avait utilisé ce procédé en peignant la « Liberté guidant le peuple » ; Jean Bouchaud le reprendra de nouveau à son compte en 1939 pour une couverture de l’Illustration représentant les armées de l’Empire se levant face à l’ennemi nazi.

## Les réactions
La critique d’alors est très favorable, relevant l’homogénéité et le symbolisme de cette allégorie :
« Ce synchronisme prestigieux se manifestera par la maquette de la Terre et la Mer de Jean Bouchaud à la façon d’une tapisserie. Il n‘y aura pas de paysage ardent, pas de personnage typiques vêtus de couleurs vives, pas de géométries surréaliste et encore moins de bretonnerie surannée mais une élégance de logique, de distinction, de sobriété aussi exprimée en demi-teintes, en nuances délicates et pures, qui concourront à un tout réellement décoratif, évocateur de la beauté prenante et forte qui se dégage d’une interprétation imagée de la nature et de l’atmosphère bretonnes ». (in « Bretagne », mars 1937).
André Paulin quant à lui note « une femme assise drapée dans une chaste robe à pli lourd, tenant d'une main une faucille et de l'autre un navire; de longues nattes, des yeux pleins d'un rêve intérieur en font une fidèle transposition de ce pays aux traditions lointaines ». (in « Triptyque », janvier 1939).
Armor & Argoat obtient le Prix de la Fondation Charles Cottet ainsi que le Grand Prix de l’Exposition Internationale. Contrairement à beaucoup de créations qui périront sous les décombres du Pavillon à l’issue de l’exposition, la toile est pieusement conservée par le peintre lui-même.

## Les œuvres successives
Grand bien lui en prend, car elle sert ensuite de carton pour une tapisserie de la Manufacture des Gobelins. Cette commande est prise par un arrêté du 21 juillet 1941 de Louis Hautecoeur, secrétaire Général des Beaux-Arts. La composition, alors rebaptisée « La Bretagne », devant être « méditative, monument capital du retour des manufactures nationales françaises à leur vocation traditionnelle ».
Dédiée au musée d’Art Moderne, la tapisserie de 5,55 × 4,73 mètres est tissée par Cochery & Postel de 1942 à 1945 dans des teintes plus vives. Elle rejoint le mobilier National dès 1951. Elle est plus tard exposée au Musée des Beaux Arts de Quimper de 1997 à juin 2002.
La Préfecture d'Ille-et-Vilaine, en la personne du Préfet Ernest, émet par ailleurs le souhait par arrêté du 19 mars 1958 de posséder une autre composition à l’huile de « la Bretagne » (de 2,5 × 2,5 m). L’artiste se plie de bonne grâce à cette demande.
La coopération avec les Seiz Breur reprend lorsque l’association parisienne « Ker Vreizh » loue la galerie Susse Frères pour les expositions « Eost Breiziz » (moisson bretonne) où Jean Bouchaud, membre du Jury, exposera quelques œuvres en 1941, 1942 (avec son frère Michel) 1943 et 1945. À la Libération, l'appel du large, ou l'attirance pour l'Outre Mer, met un terme à cette collaboration amicale.
Identification :
- Armor Arghoat : maquette (1937) en collection privée.
- La Terre et la Mer : huile sur isorel (50 × 50 cm) : don de Mme Huchet de Guermeur, petite-fille de Octave Aubert (Paimpol) au musée de Saint-Brieuc.
- Armor et argoat, huile monumentale (février 1937) : exposition permanente au Musée des Beaux-Arts de Quimper.
- Travail préparatoire, aquarelle gouachée sur papier pelure, encollée (février 1937) : Musée des Beaux-Arts de Quimper.
- La Bretagne, tapisserie (1945) : Mobilier National.
- La Bretagne, huile sur toile non encadrée (1958) : Hôtel de Blossac à Rennes.